# Bob skal giftes
Bob skal giftes er en amerikansk stumfilm fra 1918 af Chester Withey.

## Medvirkende
- John Barrymore - Robert Ridgway
- Lois Meredith - Agnes Colt
- Frank Losee - Judge Ridgway
- J.W. Johnston - Horace Colt
- Alfred Hickman - Hix